# Olympische Sommerspiele 1948/Leichtathletik – Hammerwurf (Männer)

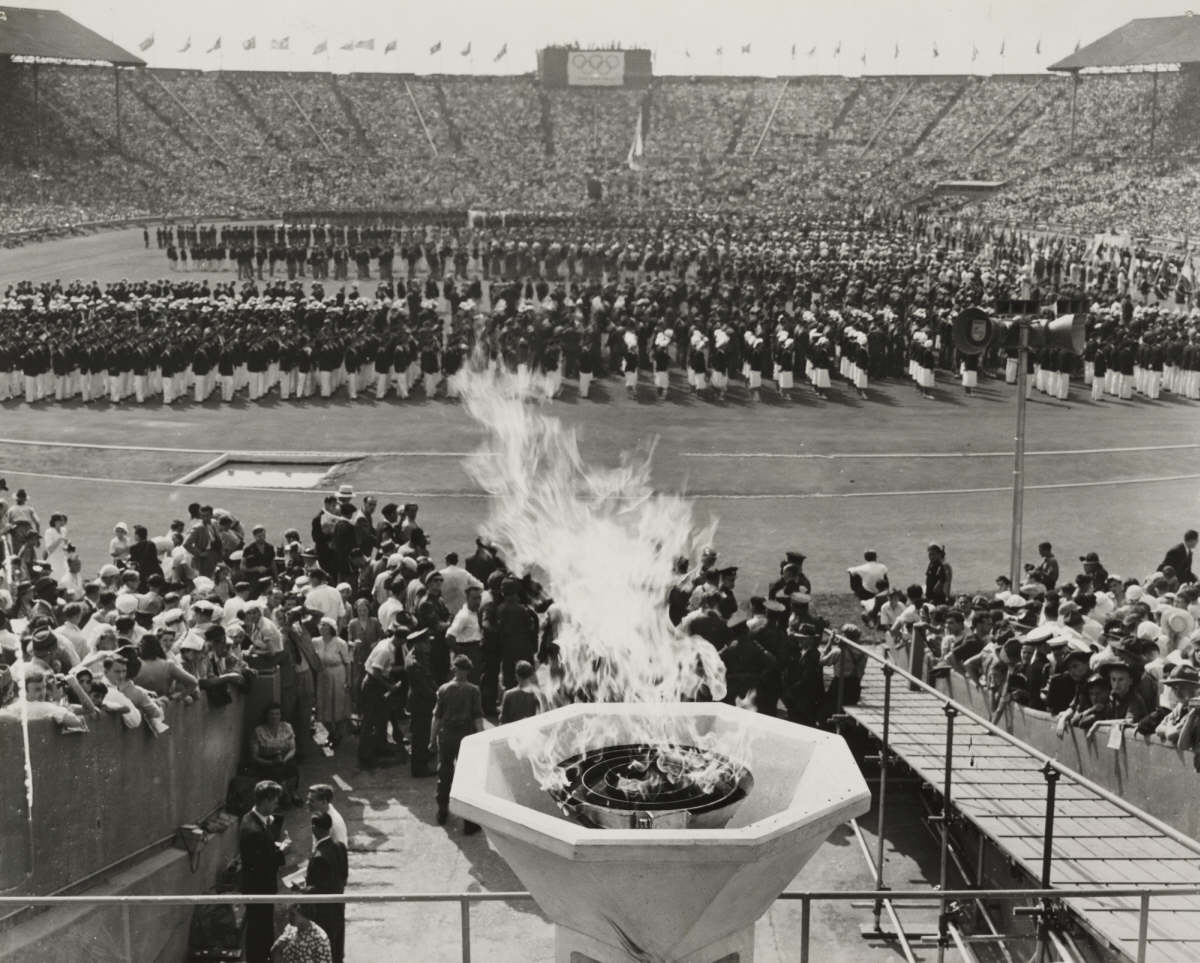
Eröffnungsfeier bei den Olympischen Spielen in London

Der Hammerwurf der Männer bei den Olympischen Spielen 1948 in London wurde am 31. Juli 1948 im Wembley-Stadion ausgetragen. 24 Athleten nahmen teil.
Olympiasieger wurde der Ungar Imre Németh vor dem Jugoslawen Ivan Gubijan. Bronze ging an den US-Amerikaner Robert Bennett.

## Bestehende Rekorde
| Weltrekord         | 59,02 m | Imre Németh ( Ungarn)        | Tata, Ungarn                      | 14. Juli 1948  |
| Olympischer Rekord | 56,49 m | Karl Hein ( Deutsches Reich) | Finale OS Berlin, Deutsches Reich | 3. August 1936 |

### Rekordverbesserungen
Der bestehende olympische Rekord wurde bei diesen Spielen nicht erreicht. Olympiasieger Imre Németh verfehlte den Rekord mit seinem besten Wurf im Finale allerdings nur um 42 Zentimeter.

## Durchführung des Wettbewerbs
Die Teilnehmer traten am 31. Juli zu einer Qualifikationsrunde an. Als Qualifikationsweite waren 49,00 Meter gefordert. Dreizehn Athleten übertrafen diese Weite – hellblau unterlegt – und qualifizierten sich für das Finale am selben Tag. Da mehr als zwölf Werfer die direkte Qualifikationsweite erreicht hatten, wurde das Finalfeld nicht weiter aufgefüllt.

## Legende
Kurze Übersicht zur Bedeutung der Symbolik – so üblicherweise auch in sonstigen Veröffentlichungen verwendet:
| – | verzichtet      |
| x | ungültig        |
| ? | Weite unbekannt |

## Qualifikation
31. Juli 1948, 10:00 Uhr
Anmerkung:
Für alle Werfer sind die jeweiligen Bestleistungen angegeben. Für einige Athleten finden sich in den Quellen auch Ergebnisse der einzelnen Versuche. Diese sind in den nachfolgenden Übersichten aufgelistet. Zahlreiche weitere Einzelresultate sind nicht bekannt.

### Gruppe A
| Platz | Name                   | Nation         | 1. Versuch | 2. Versuch | 3. Versuch | Resultat |
| ----- | ---------------------- | -------------- | ---------- | ---------- | ---------- | -------- |
| 1     | Bo Ericson             | Schweden       | ?          | ?          | ?          | 52,28 m  |
| 2     | Svend Aage Frederiksen | Dänemark       | 47,72 m    | 51,35 m    | –          | 51,35 m  |
| 3     | Robert Bennett         | USA            | 51,13 m    | –          | ?          | 51,13 m  |
| 4     | Henry Dreyer           | USA            | x          | 50,37 m    | –          | 50,37 m  |
| 5     | Duncan Clark           | Großbritannien | ?          | ?          | ?          | 49,76 m  |
| 6     | Samuel Felton          | USA            | 49,20 m    | –          | –          | 49,20 m  |
| 7     | Poul Cederquist        | Dänemark       | 45,91 m    | 47,77 m    | ?          | 48,16 m  |
| 8     | Ewan Douglas           | Großbritannien | 46,72 m    | ?          | ?          | 47,77 m  |
| 9     | Norman Drake           | Großbritannien | 47,60 m    | 47,36 m    | 47,75 m    | 47,75 m  |
| 10    | Dan Coyle              | Irland         | 47,11 m    | ?          | ?          | 47,11 m  |
| 11    | Juan Fusé              | Argentinien    | 45,77 m    | 46,31 m    | 46,95 m    | 46,95 m  |
| 12    | Edmundo Zúñiga         | Chile          | 44,03 m    | 43,93 m    | 42,22 m    | 44,03 m  |
| DNS   | Aad de Bruyn           | Niederlande    |            |            |            |          |

### Gruppe B
| Platz | Name                      | Nation           | 1. Versuch | 2. Versuch | 3. Versuch | Resultat |
| ----- | ------------------------- | ---------------- | ---------- | ---------- | ---------- | -------- |
| 1     | Imre Németh               | Ungarn           | 54,02 m    | –          | –          | 54,02 m  |
| 2     | Einar Söderqvist          | Schweden         | 52,39 m    | –          | –          | 52,39 m  |
| 3     | Teseo Taddia              | Italien          | 51,06 m    | –          | –          | 51,06 m  |
| 4     | Hans Houtzager            | Niederlande      | 50,91 m    | –          | –          | 50,91 m  |
| 5     | Ivan Gubijan              | Jugoslawien      | 50,44 m    | –          | –          | 50,44 m  |
| 6     | Lauri Tamminen            | Finnland         | 49,82 m    | –          | –          | 49,82 m  |
| 7     | Gin Gang-hwan             | Südkorea         | 39,03 m    | 49,49 m    | –          | 49,49 m  |
| 8     | Reino Kuivamäki           | Finnland         | 47,84 m    | x          | 48,99 m    | 48,99 m  |
| 9     | Pierre Legrain            | Frankreich       | 44,03 m    | 45,70 m    | 47,60 m    | 47,60 m  |
| 10    | Jaroslav Knotek           | Tschechoslowakei | 40,97 m    | 42,46 m    | ?          | 42,46 m  |
| 11    | Nat Singh Somnath         | Indien           | x          | 41,36 m    | x          | 41,36 m  |
| 12    | Francisco González Suaste | Mexiko           | 36,67 m    | 39,20 m    | 39,50 m    | 39,50 m  |
| DNS   | Lajos Petiko              | Ungarn           |            |            |            |          |
| DNS   | Toma Balci                | Türkei           |            |            |            |          |

## Finale
31. Juli 1948, 15:30 Uhr
Anmerkung:

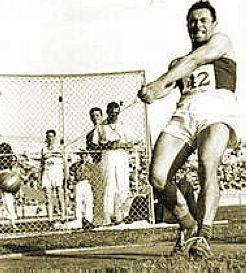
Silbermedaillengewinner Ivan Gubijan

Die Versuchsserien sind nur für die Medaillengewinner bekannt. Bei den anderen Finalisten sind lediglich die Bestweiten übermittelt.
| Platz | Name                   | Nation         | 1. Versuch                   | 2. Versuch                   | 3. Versuch                   | 4. Versuch                   | 5. Versuch                   | 6. Versuch                   | Bestweite |
| ----- | ---------------------- | -------------- | ---------------------------- | ---------------------------- | ---------------------------- | ---------------------------- | ---------------------------- | ---------------------------- | --------- |
| 1     | Imre Németh            | Ungarn         | 53,59 m                      | 55,44 m                      | 54,94 m                      | 50,05 m                      | x                            | 56,07 m                      | 56,07 m   |
| 2     | Ivan Gubijan           | Jugoslawien    | x                            | x                            | 54,27 m                      | 51,76 m                      | 54,22 m                      | x                            | 54,27 m   |
| 3     | Robert Bennett         | USA            | 52,53 m                      | 51,11 m                      | 52,08 m                      | 53,73 m                      | 51,21 m                      | 49,81 m                      | 53,73 m   |
| 4     | Samuel Felton          | USA            | Versuchsserien nicht bekannt | Versuchsserien nicht bekannt | Versuchsserien nicht bekannt | Versuchsserien nicht bekannt | Versuchsserien nicht bekannt | Versuchsserien nicht bekannt | 53,66 m   |
| 5     | Lauri Tamminen         | Finnland       | Versuchsserien nicht bekannt | Versuchsserien nicht bekannt | Versuchsserien nicht bekannt | Versuchsserien nicht bekannt | Versuchsserien nicht bekannt | Versuchsserien nicht bekannt | 53,08 m   |
| 6     | Bo Ericson             | Schweden       | Versuchsserien nicht bekannt | Versuchsserien nicht bekannt | Versuchsserien nicht bekannt | Versuchsserien nicht bekannt | Versuchsserien nicht bekannt | Versuchsserien nicht bekannt | 52,98 m   |
| 7     | Teseo Taddia           | Italien        | Versuchsserien nicht bekannt | Versuchsserien nicht bekannt | Versuchsserien nicht bekannt | Versuchsserien nicht bekannt | Versuchsserien nicht bekannt | Versuchsserien nicht bekannt | 51,74 m   |
| 8     | Einar Söderqvist       | Schweden       | Versuchsserien nicht bekannt | Versuchsserien nicht bekannt | Versuchsserien nicht bekannt | Versuchsserien nicht bekannt | Versuchsserien nicht bekannt | Versuchsserien nicht bekannt | 51,48 m   |
| 9     | Henry Dreyer           | USA            | Versuchsserien nicht bekannt | Versuchsserien nicht bekannt | Versuchsserien nicht bekannt | Versuchsserien nicht bekannt | Versuchsserien nicht bekannt | Versuchsserien nicht bekannt | 51,37 m   |
| 10    | Svend Aage Frederiksen | Dänemark       | Versuchsserien nicht bekannt | Versuchsserien nicht bekannt | Versuchsserien nicht bekannt | Versuchsserien nicht bekannt | Versuchsserien nicht bekannt | Versuchsserien nicht bekannt | 50,07 m   |
| 11    | Duncan Clark           | Großbritannien | Versuchsserien nicht bekannt | Versuchsserien nicht bekannt | Versuchsserien nicht bekannt | Versuchsserien nicht bekannt | Versuchsserien nicht bekannt | Versuchsserien nicht bekannt | 48,35 m   |
| 12    | Hans Houtzager         | Niederlande    | Versuchsserien nicht bekannt | Versuchsserien nicht bekannt | Versuchsserien nicht bekannt | Versuchsserien nicht bekannt | Versuchsserien nicht bekannt | Versuchsserien nicht bekannt | 45,69 m   |
| 13    | Gin Gang-hwan          | Südkorea       | Versuchsserien nicht bekannt | Versuchsserien nicht bekannt | Versuchsserien nicht bekannt | Versuchsserien nicht bekannt | Versuchsserien nicht bekannt | Versuchsserien nicht bekannt | 43,93 m   |

Der Ungar Imre Németh, der zwei Wochen vor den Spielen Weltrekord geworfen hatte, galt in Abwesenheit deutscher Werfer als hoher Favorit. Németh studierte die Hammerwerfer aus der Schule des deutschen Trainers Christian Gehrmann und baute darauf seine Technik auf. Einzig dem amtierenden Europameister Bo Ericson aus Schweden wurden Außenseiterchancen zugetraut. Bereits im ersten Versuch setzte sich der Ungar an die Spitze und steigerte sich mit dem zweiten Wurf auf eine Weite, die zum Olympiasieg gereicht hätte. Im letzten Durchgang warf Németh den Hammer noch auf 56,07 m und vergrößerte seinen Vorsprung. Karl Heins olympischer Rekord von 1936 blieb unangetastet.
Imre Németh schaffte den ersten ungarischen Olympiasieg in dieser Disziplin. Später wurde er Präsident des ungarischen Leichtathletik-Verbands.

Ivan Gubijan gewann die erste jugoslawische Medaille in dieser Disziplin. Zugleich war es die erste Medaille Jugoslawiens in der Leichtathletik.

## Video
- The Olympic Games (1948) | BFI National Archive, Bereich 0:24 min bis 0:48 min, youtube.com, abgerufen am 26. Juli 2021

- The winner hammer throw from 48 by Imre Nemeth, veröffentlicht am 8. März 2008 auf youtube.com, abgerufen am 23. August 2017